# Civilization (chanson)
Pour les articles homonymes, voir Civilization.
Singles de Justice
Tthhee Ppaarrttyy
(2009) Audio, Video, Disco
(2011)
Civilization est une chanson du groupe français Justice et le premier single issu de leur second album Audio, Video, Disco. Le single, étant le premier de Justice distribué par Elektra Records, devait initialement sortir sur iTunes le 4 avril 2011, avant de devenir disponible sur d'autres plateformes numériques le 11 avril. La piste a été dévoilée un peu plus tôt par iTunes France le 28 mars puis mondialement par iTunes le 29 mars 2011.
La piste contient des parties interprétées par le chanteur Britannique Ali Love. La chanson a été utilisée dans une publicité de deux minutes pour Adidas, qui a été dirigée par Romain Gavras. Gavras avait précédemment travaillé avec Justice, il avait dirigé le clip pour leur chanson Stress en 2008. Le single est re-sorti le 6 juin avec des remixes de Mr. Oizo et de The Fucking Champs.

## Réception critique
Eric Magnuson de Rolling Stone donna au single la note de trois étoiles et demi sur cinq, complimentant le « haut de gamme par baguette en beat-down ». Il compara la chanson à un mix de la chanson Aerodynamic par Daft Punk et Baba O'Riley par The Who. Ben Gilbert de Yahoo! Music UK & Ireland donna une critique positive, en décrivant la chanson comme « frit et féroce ».

## Listes des pistes
- Digital download single[9]

1. Civilization - 4:11

- Digital download EP[10]

1. Civilization - 4:10
2. Civilization (Demo Version) - 3:38
3. Civilization (Mr. Oizo Remix) - 3:31
4. Civilization (The Fucking Champs Remix) - 4:42
5. Civilization (Video)

## Classement
| Classement (2011)                       | Meilleure position |
| --------------------------------------- | ------------------ |
| Belgique (Flandre Ultratip 100)         | 7                  |
| Belgique (Wallonie Ultratop 50 Singles) | 29                 |
| Canada (Billboard Hot 100)              | 83                 |
| Espagne (PROMUSICAE)                    | 30                 |
| France (SNEP)                           | 5                  |
| Pays-Bas (Single Top 100)               | 58                 |
| Royaume-Uni (UK Dance Chart)            | 9                  |
| Royaume-Uni (UK Singles Chart)          | 53                 |